# Dynastie d'Isin
Pour un article plus général, voir Période d'Isin-Larsa.
Vous pouvez aider à l'améliorer ou bien discuter des problèmes sur sa page de discussion.
- Le fond est à vérifier. Si vous venez d’apposer le bandeau, merci d’indiquer ici les points à vérifier. (Marqué depuis octobre 2023)

Vous pouvez aider à l'améliorer ou bien discuter des problèmes sur sa page de discussion.
- Il manque de repères chronologiques ou de dates qu'il faudrait ajouter avec des sources. (Marqué depuis octobre 2023)
- Son texte doit être wikifié : il ne correspond pas à la mise en forme Wikipédia (style, typographie, liens internes, liens entre les wikis, etc.). (Marqué depuis octobre 2020)
- La traduction doit être revue. Le contenu est difficilement compréhensible à cause d’erreurs de traduction, peut-être dues à l’utilisation d’un logiciel de traduction automatique. (Marqué depuis octobre 2023)

- Archive Wikiwix
- Bing
- Cairn
- DuckDuckGo
- E. Universalis
- Gallica
- Google
- G. Books
- G. News
- G. Scholar
- Persée
- Qwant
- (zh) Baidu
- (ru) Yandex
- (wd) trouver des œuvres sur Wikidata

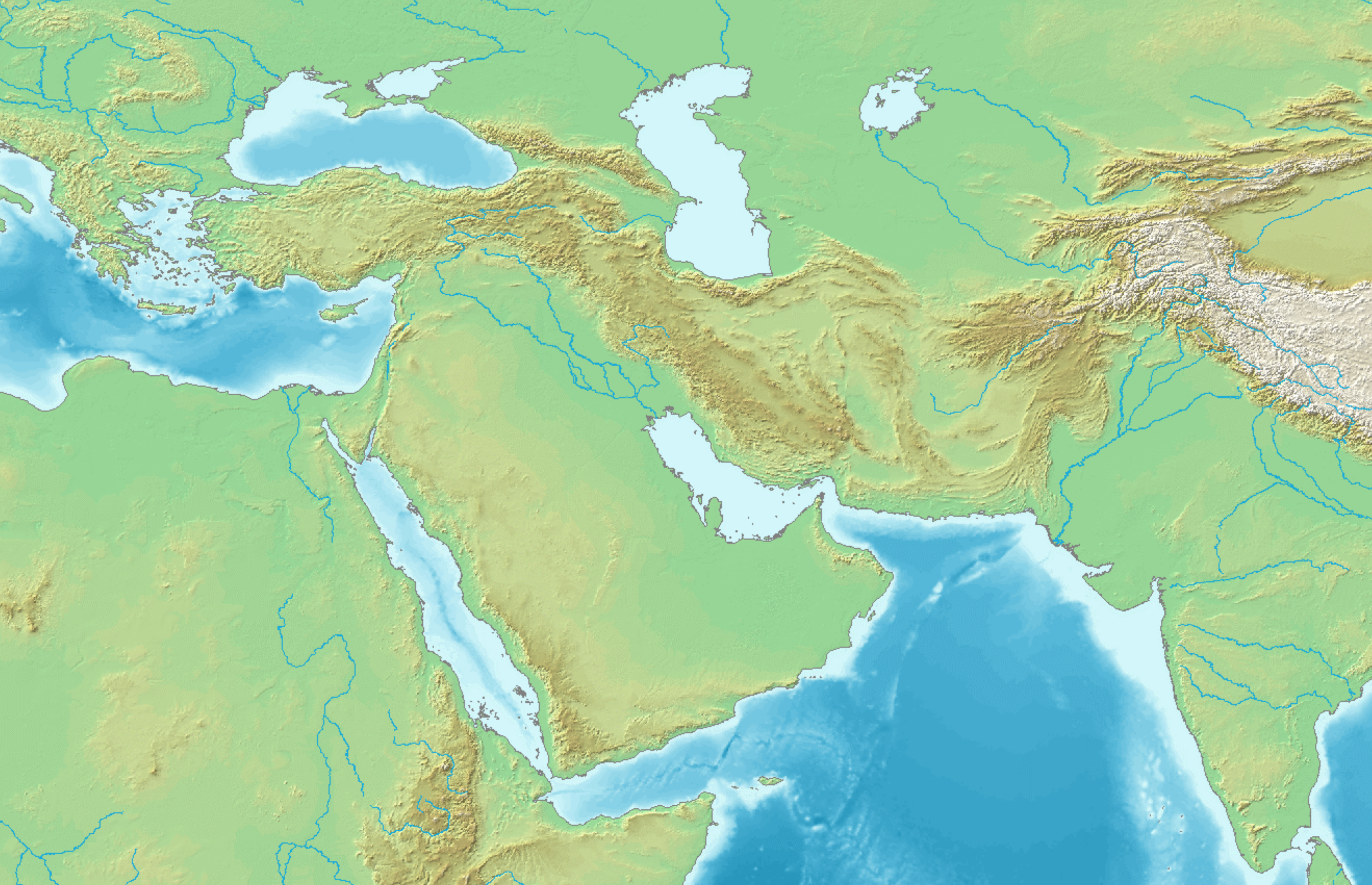
Emplacement d'Isin, maintenant dans l'Irak moderne.

La dynastie d'Isin fait référence à la dernière dynastie dirigeante inscrite sur la liste des rois sumériens (SKL) La liste des rois Isin avec la durée de leurs règnes, apparaît également sur un document cunéiforme listant les rois d'Ur et Isin, la Liste des règnes des rois d'Ur et d'Isin (MS 1686).
La dynastie était située dans l'ancienne ville d'Isin (aujourd'hui connue sous le nom de site archéologique d'Ishan al-Bahriyat). On pense qu'il a prospéré entre 1953 et 1717 avant notre ère, selon la chronologie basse de l'ancien Proche-Orient. Il a été précédé sur la liste des rois sumériens par la troisième dynastie d'Ur. La dynastie d'Isin est souvent associée à la dynastie voisine et contemporaine de Larsa (1961-1674 av. J.-C.), et ils sont souvent regroupés à des fins de périodisation sous le nom de « période Isin-Larsa ». Les deux dynasties ont été suivies par le premier empire babylonien.

## Histoire

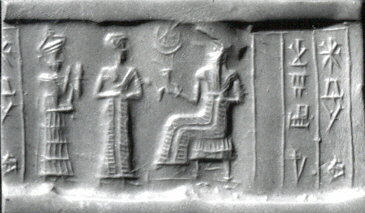
Joint de cylindre et impression moderne Scène de présentation, ca. 2000–1750 av. J.-C. Isin-Larsa.

Ishbi-Erra ( fl. C. 1953-1920 avant notre ère par la courte chronologie) était le fondateur de la dynastie d'Isin. Ishbi-Erra de la première dynastie d'Isin a été précédé par Ibbi-Sin de la troisième dynastie d'Ur dans l'ancienne Mésopotamie inférieure, puis remplacé par Šu-ilišu . Selon le Prisme de Weld-Blundell, Ishbi-Erra a régné pendant 33 ans et ceci est corroboré par le nombre de ses noms d'année existants. Alors que, à bien des égards, cette dynastie imitait celle de la précédente, sa langue était l'akkadien car la langue sumérienne était devenue moribonde dans les dernières étapes de la troisième dynastie d'Ur.
Au début de sa carrière, Ishbi-Erra était un fonctionnaire travaillant pour Ibbi-Sin, le dernier roi de la troisième dynastie d'Ur. Ishbi-Erra était décrit comme un homme de Mari  soit son origine, soit la ville pour laquelle il avait été affecté. Ses progrès ont été observés dans la correspondance avec le roi et entre Ibbi-Sin et le gouverneur de Kazallu (Puzur-Numushda, récemment rebaptisé Puzur-Šulgi. ) Ce sont des lettres littéraires, copiées dans l'Antiquité comme exercices de scribe et dont l'authenticité est inconnue. Chargé d'acquérir des céréales à Isin et à Kazallu, Ishbi-Erra se plaignit de ne pas pouvoir expédier les 72000 GUR qu'il avait achetés pour 20 talents d'argent - apparemment un prix exorbitant - et maintenant conservé en sécurité à Isin vers d'autres agglomérations en raison des incursions de la Amorites («Martu») et a demandé à Ibbi-Sin de fournir 600 bateaux pour le transporter tout en demandant également le poste de gouverneur d'Isin et de Nippour,. Bien qu'Ibbi-Sin ait hésité à le promouvoir, Ishbi-Erra avait apparemment réussi à contrôler Isin par la huitième année d'Ibbi-Sin, quand il a commencé à attribuer ses propres noms d'année de règne, et par la suite un frisson inquiet est descendu sur leur relation.
Ibbi-Sin a fustigé amèrement Ishbi-Erra comme «n'étant pas de semence sumérienne» dans sa lettre à Puzur-Šulgi et a déclaré: « Enlil a excité les Amoréens hors de leur pays, et ils frapperont les Elamites et captureront Ishbi-Erra. " Curieusement, Puzur-Šulgi semble avoir été à l'origine l'un des propres messagers d'Ishbi-Erra et indique à quel point les loyautés ont évolué pendant les dernières années du régime d'Ur III. Bien qu'il n'y ait pas eu de conflit pur et simple, Ishbi-Erra a continué d'étendre son influence alors que celle d'Ibbi-Sin diminuait régulièrement au cours des 12 années suivantes, jusqu'à ce qu'Ur soit finalement conquis par Kindattu d'Elam.
Ishbi-Erra a remporté des victoires décisives contre: les Amoréens dans sa 8e année et les Elamites dans ses 16 ans. Quelques années plus tard, Ishbi-Erra a évincé la garnison élamite d' Ur, affirmant ainsi la suzeraineté sur Sumer et Akkad, célébrée dans l'un de ses derniers 27 ans, bien que cette épithète spécifique n'ait pas été utilisée par cette dynastie jusqu'au règne d' Iddin-Dagan . Il a facilement adopté les privilèges royaux de l'ancien régime, commandant des poèmes et des hymnes de louange royaux aux divinités, dont sept existent, et se proclamant Dingir-kalam-ma-na, «un dieu dans son propre pays». Il nomma sa fille, En-bara-zi, pour succéder à celle d'Ibbi-Sin en tant que prêtresse Egisitu d'An, célébrée sous son 22e anniversaire. Il a fondé des forteresses et installé des murs de la ville, mais une seule inscription royale subsiste,.

### Règne de Shu-Ilishu

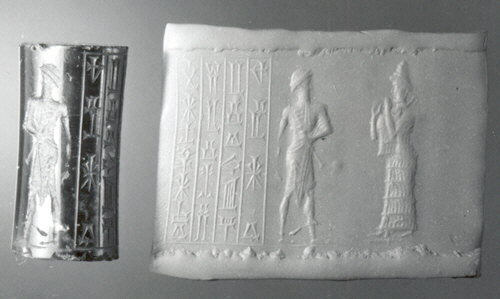
Joint de cylindre, ca. 1822–1763 av. J.-C. Isin-Larsa.

Shu-Ilishu ( fl. C. 1920-1900 avant notre ère par la courte chronologie) était le 2e dirigeant de la dynastie d'Isin. Il a régné pendant 10 ans (selon ses noms d’année et un seul exemplaire du SKL, qui diffère des 20 années enregistrées par d’autres.) , Šu-ilišu a été précédé par Išbi -erra . Iddin-Dagān succéda alors à Šu-ilišu. Šu-ilišu est surtout connu pour sa récupération de l'idole cultuelle de Nanna aux Elamites et son retour dans la cité-état d' Ur .
Les inscriptions de Šu-ilišu lui ont donné les titres: «Homme puissant» - «Roi d'Ur» - «Dieu de sa nation» - «Bien-aimé des dieux: Anu, Enlil et Nanna» - «Roi du pays de Sumer et d' Akkad ”-“ Bien-aimé du dieu Enlil et de la déesse Ninisina ”-“ Seigneur de sa terre ”, mais pas“ Roi d'Isin ”(un titre qui n'a été revendiqué par un dirigeant de cette cité-état qu'au dernier règne d' Išme- Dagān .) Mais Šu-ilišu l'a fait; reconstruire les murs de sa capitale: Isin. Il fut un grand bienfaiteur de la cité-état Ur (commençant la restauration qui devait se poursuivre par ses successeurs: Iddin-Dagān et Išme-Dagan.) Šu-ilišu construisit une porte monumentale et récupéra une idole représentant la divinité protectrice d'Ur (Nanna, dieu de la lune) qui avait été exproprié par les élamites lorsqu'ils ont saccagé la cité-état, on ne sait pas s'il l'a obtenu par la diplomatie ou par le conflit. Une inscription raconte la réinstallation de la cité-état: «Il a établi pour lui quand il a établi à Ur les gens dispersés jusqu'à Anšan dans leur demeure. La " Lamentation sur la destruction d'Ur " a été composée à cette époque pour expliquer la catastrophe, pour appeler à sa reconstruction et pour protéger les restaurateurs des malédictions attachées aux ruines du é.dub.lá.maḫ.
Šu-ilišu a commémoré: la confection d'un grand emblème pour Nanna, un trône exalté pour An, une estrade pour Ninisin, un magur-bateau pour Ninurta et une estrade pour Ningal en noms d'année pour le règne de Šu-ilišu. Un adab (ou hymne) à Nergal  été composé en l'honneur de Šu-ilišu, avec un adab d'An et peut-être un troisième adressé à lui-même. Les archives d'un atelier d'artisanat (ou giš-kin-ti) de la cité-état d'Isin ont été découvertes avec 920 textes datant de Išbi-Erra année 4 à Šu-ilišu année 3 - une période de 33 ans. Les tablettes sont des enregistrements des recettes et des décaissements des articles en cuir, des meubles, des paniers, des nattes et des articles en feutre fabriqués avec leurs matières premières. Une 2e archive (de réception de céréales et d'émission de pain d'une boulangerie, éventuellement liée au temple d'Enlil à Nippour) comprend un relevé comptable  des dépenses de pain pour la fourniture du roi et comprend des entrées datées de son 2e à 9e années  qui a été utilisé par Steele pour déterminer la séquence de la plupart des noms d'année de ce roi.

### Règne d'Iddin-Dagan

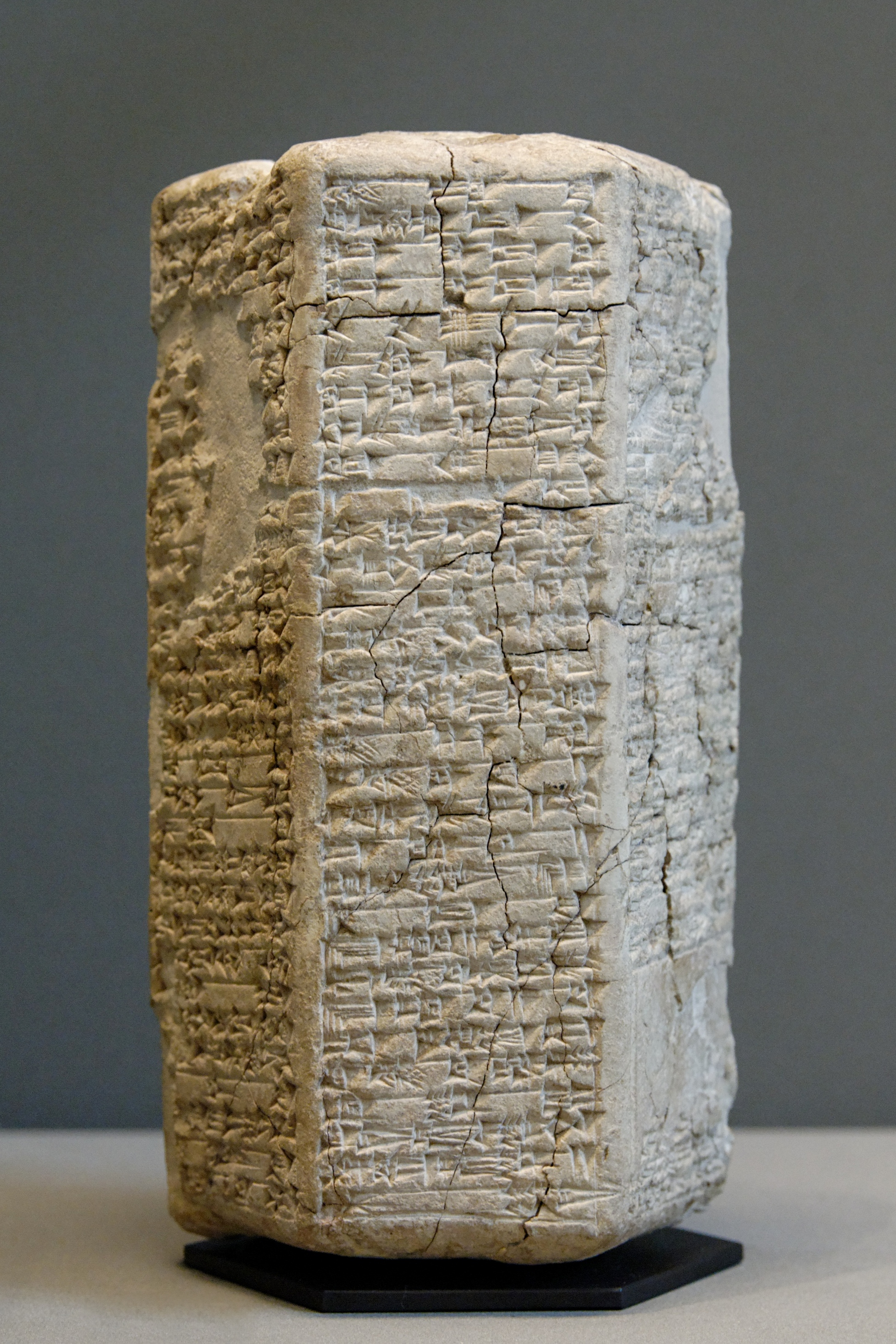
Un poème de louange à Iddin-Dagān, roi de Sumer. Écriture cunéiforme inscrite sur un prisme hexagonal en argile, actuellement situé au Musée du Louvre (daté vers 1950 av.)

Iddin-Dagan ( fl. Vers 1900 - 1879 avant notre ère par la courte chronologie) était le 3e roi de la dynastie d'Isin. Iddin-Dagān était précédé de son père Šu-ilišu . Išme-Dagān (à confondre avec ni Išme-Dagān I ni Išme-Dagān II de l'ancien empire assyrien ) succéda alors à Iddin-Dagān. Iddin-Dagān a régné pendant 21 ans (selon le SKL . )  Il est surtout connu pour sa participation au rite sacré du mariage et à l'hymne risqué qui le décrivait.
Ses titres comprenaient: "Mighty King", " King of Isin ", "King of Ur ", "King of the Land of Sumer and Akkad ". Le nom de la première année inscrit sur un reçu pour la farine et les dattes  lit comme suit: «Année Iddin-Dagān (était) roi et (sa) fille Matum-Niatum (« la terre qui nous appartient ») a été prise en mariage par le roi d' Anshan,. Vallat suggère que c'était à Imazu (fils de Kindattu, qui était le marié et peut-être le roi de la région de Shimashki )  comme il a été décrit comme le roi d'Anshan dans une inscription de sceau, bien qu'ailleurs non attesté. Kindattu avait été chassé de la cité-état d'Ur par Išbi-Erra  (le fondateur de la première dynastie d'Isin), cependant; les relations s'étaient apparemment suffisamment dégelées pour Tan-Ruhurarter (le 8e roi à épouser la fille de Bilalama, l'énsí d' Eshnunna . ) 
Il n'existe qu'un seul texte monumental contemporain pour ce roi et 2 autres connus d'après des copies ultérieures. Un fragment d'une statue de pierre  a une inscription votive qui invoque Ninisina et Damu pour maudire ceux qui encouragent les mauvaises intentions contre lui. 2 copies postérieures de tablette d'argile  d'une inscription enregistrant un objet non spécifié façonné pour le dieu Nanna ont été trouvées par l'archéologue britannique Sir Charles Leonard Woolley dans une école de scribes de la cité-état d'Ur. Une tablette  de l'Enunmaḫ à la cité-état d'Ur datée de la 14e année de Gungunum ( fl. C. 1868 avant notre ère - vers 1841 avant notre ère) de Larsa, après sa conquête de la ville, porte l'impression de sceau d'un de ses serviteurs. Une tablette  décrivait la confection par Iddin-Dagān de deux statues de festival en cuivre pour Ninlil, qui ne furent livrées à Nippur que 170 ans plus tard par Enlil-bāni. Les Belles-lettres[Lesquelles ?] conservent la correspondance d'Iddin-Dagān à son général Sîn-illat à propos de Kakkulātum et de l'état de ses troupes, et de son général décrivant une embuscade des Martu ( Amoréens ).
La fécondité continue de la terre était assurée par l'accomplissement annuel du rituel du mariage sacré dans lequel le roi se faisait passer pour Dumuzi - Ama -ušumgal-ana et une prêtresse substituée à la partie d' Inanna . Selon le šir-namursaḡa, l'hymne composé le décrivant en 10 sections ( Kiruḡu ), cette cérémonie semble avoir entraîné la procession de: prostituées masculines, femmes sages, batteurs, prêtresses et prêtres saignées avec des épées, à l'accompagnement de musique, suivi par des offrandes et des sacrifices pour la déesse Inanna, ou Ninegala.

### Règne d'Ishme-Dagan

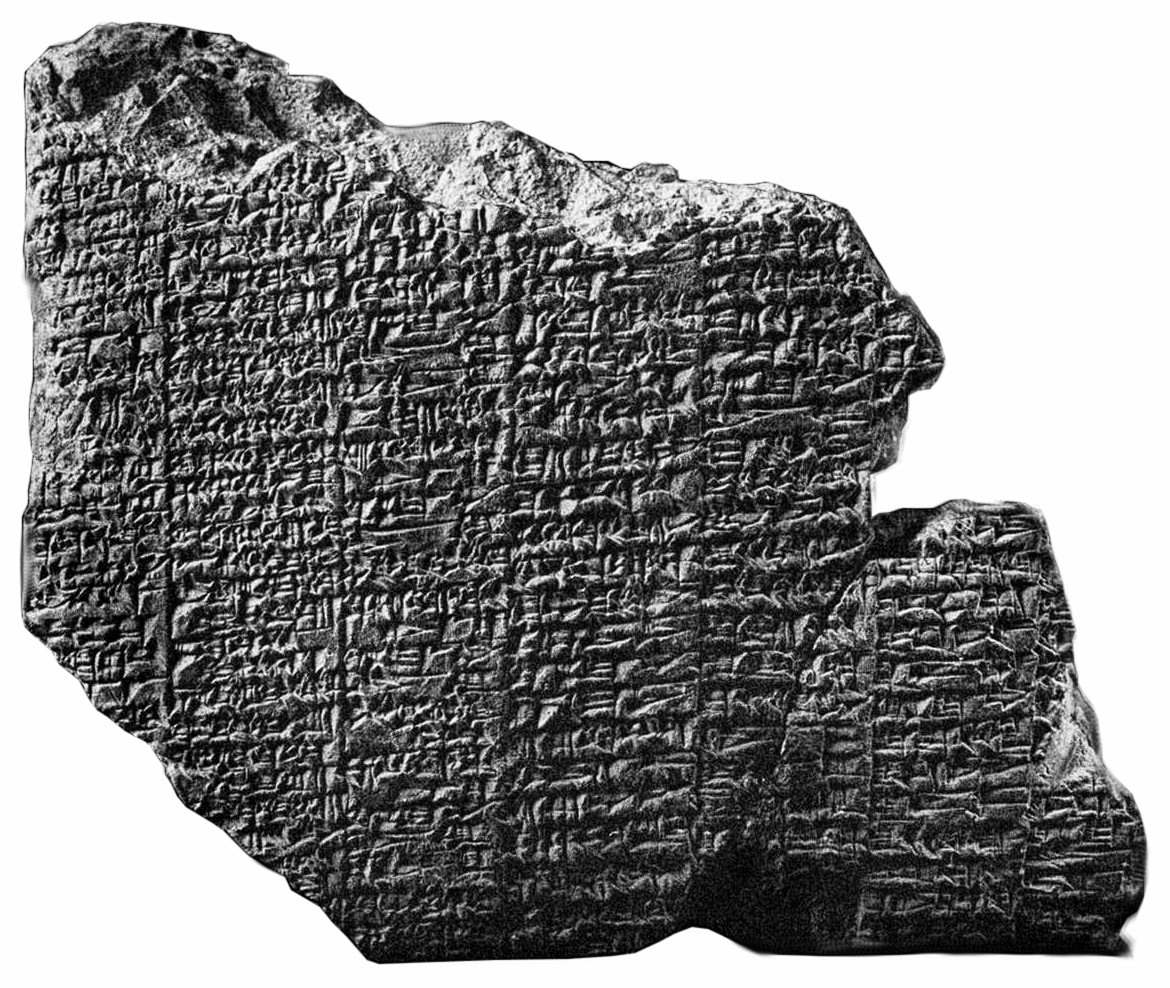
Le "Code de Lipit-Ištar" (daté de c. 1860 av.)

Lipit-Ishtar ( fl. C. 1859 - 1848 BCE par la courte chronologie) était le 5e roi de la dynastie d'Isin, selon le SKL . Toujours selon le SKL : il était le successeur d' Išme-Dagān . Ur-Ninurta succède alors à Lipit-Ištar. Certains documents et inscriptions royales de son temps ont cependant survécu; Lipit-Ištar est surtout connu en raison des hymnes en langue sumérienne qui ont été écrits en son honneur, ainsi que d'un code juridique écrit en son nom (précédant le célèbre code de Hammurabi d'environ 100 ans) - qui ont été utilisés pour l'enseignement scolaire pendant des centaines des années après la mort de Lipit-Ištar. Les annales du règne de Lipit-Ištar ont rapporté qu'il a également repoussé les Amoréens .

### Règne d'Ur-Ninurta
Ur-Ninurta ( fl. C. 1848-1820 avant notre ère par la courte chronologie) était le 6e roi de la dynastie d'Isin. Usurpateur, Ur-Ninurta s'empara du trône lors de la chute de Lipit-Ištar et le garda jusqu'à sa mort violente quelque 28 ans plus tard.
Il s'est appelé «fils d'Iškur», le dieu de la tempête du sud synonyme d' Adad, dans son adab à Iškur. Son nom était entièrement sumérien, en contraste marqué avec les noms amoréens de ses cinq prédécesseurs. Il n'y a que deux inscriptions existantes, dont l'une est estampée sur des briques en 13 lignes de sumérien des villes de Nippur, Isin, Uruk et Išān Ḥāfudh, un petit site au sud-est de Tell Drehem, qui donne son inscription standard  décrivant lui comme un « prêtre Išippum avec des mains propres pour Eridu, favori en prêtre de Uruk » et il y a une copie d'une inscription relative à l'érection d'une statue du roi avec une chèvre votive,.
Il était contemporain de Gungunum, c. 1868 - 1841 BCE (court), et son successeur Abī-sarē, ch. 1841-1830 BCE (court), les rois résurgents de Larsa . Son règne marque le début d'un déclin des fortunes d'Isin coïncidant avec une augmentation de celles de Larsa. Gungunum avait lutté contre Ur du contrôle d'Isin à sa 10e année et il est possible que ce soit la cause du renversement de Lipit-Ištar. En effet, Ur-Ninurta a fait un don de dédicace au temple de Ningal à Ur pendant la 9e année de Gungunum. Cependant, Ur-Ninurta a continué à mentionner Ur dans ses titres («berger d'Ur») tout comme ses successeurs à Isin. Gungunum a continué à étendre son royaume, prenant peut-être Nippur tard dans son règne. Sa mort a permis à Ur-Ninurta de lancer une contre-offensive temporaire, reprenant Nippour et plusieurs autres villes sur le canal de Kishkattum. Son nom d'année «l'année (Ur-Ninurta) fixée pour Enlil libre (du travail forcé) pour toujours les citoyens de Nippur et libéré (les arriérés de) les impôts qu'ils portaient sur leur cou» peut marquer ce point. Son offensive a été arrêtée à Adab, le Bismaya moderne, où Abī-sarē «a vaincu l'armée d'Isin avec son arme», à la 9e année du règne. Il se peut que cette bataille fût là où il fut tué, comme une année A de Halium du royaume de Mananâ, lit «l’année où Ur-Ninurta fut tué» et Manabalte'el de l’année G de Kisurra, "l'année où Ur-Ninurta a été tué." 
Il y a un nom d'année  «année suivant l'année où le roi Ur-Ninurta a fait sortir un grand a.gàrs de l'eau». Marten Stol suggère que cela indique qu'il a réussi à convertir un marais ou similaire en terre cultivable.
Une curieuse affaire juridique a surgi à son attention qu'il a ordonné par entendu par l'Assemblée de Nippur. Lu-Inanna, un prêtre nišakku a été assassiné par Nanna-sig, Ku-Enlilla (un coiffeur) et Enlil-ennam (un verger) qui a ensuite avoué à son ex-épouse, Nin-dada, qui est restée suspicieusement silencieuse sur la question. . Neuf personnes, exerçant des professions allant de l'oiseleur au potier, ont présenté le dossier de l'accusation. Deux autres ont pris la défense de la veuve, car elle n'avait pas réellement participé au meurtre, mais l'assemblée a conclu qu'elle devait avoir été «impliquée» dans l'un des meurtres et par conséquent de mèche avec eux. Tous les quatre ont été condamnés à l'exécution devant la chaise de la victime.
Les Instructions d'Ur-Ninurta et les Conseils de la Sagesse est une composition courtoise sumérienne qui prône les vertus du roi, le rétablissement de l'ordre, de la justice et des pratiques cultuelles après le déluge, en émulation des anciens modèles Gilgamesh et Ziusudra. Le SKL  donne son règne de 28 ans. Il fut remplacé par son fils, Būr-Sīn .

### Règne de Bur-Suen

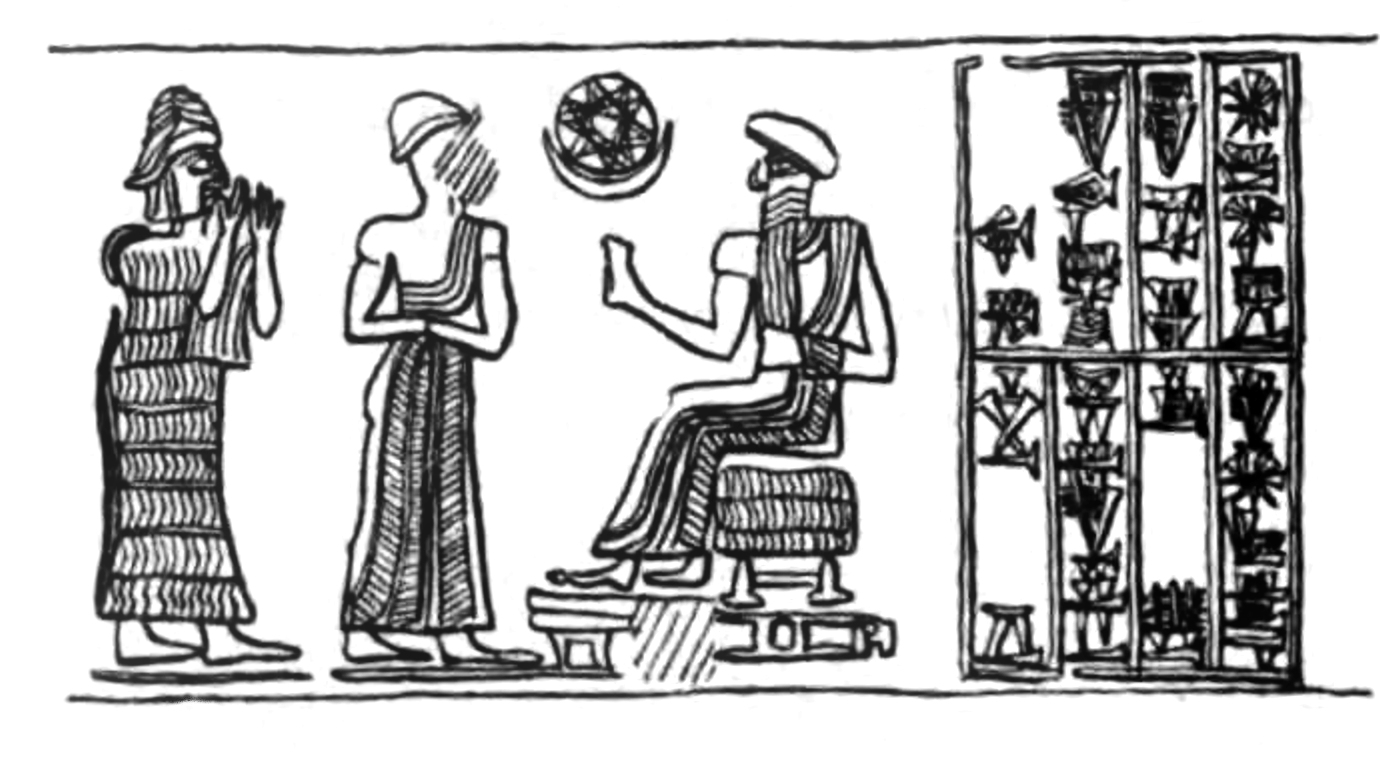
Joint de cylindre de Bur-Sin

Bur-Suen ( fl. C. 1820—1799 BCE par la courte chronologie) était le 7e roi de la dynastie d'Isin et a régné pendant 21 ans selon le SKL, 22 ans selon la liste des rois Ur-Isin,. Son règne a été caractérisé par un flux et reflux dans l'hégémonie sur les centres religieux de Nippur et Ur .
Les titres «berger qui rend le contenu de Nippour», «puissant fermier d'Ur», «qui restaure les dessins d' Eridu » et « en prêtre pour mes, pour Uruk» ont été utilisés par Bur-Suen dans ses inscriptions standard en brique à Nippur et Isin, bien qu'il semble peu probable que sa règle s'étende à Ur ou Eridu à cette époque, car les seules inscriptions avec une provenance archéologique proviennent des deux villes du nord. Une tablette solitaire d'Ur est datée de sa première année, mais on pense qu'elle correspond à l'année 11 d'Abē-sarē, pour laquelle plusieurs tablettes attestent de son règne sur Ur.
Il était contemporain de la fin du règne d' Abī-sarē, ca, 1841 à 1830 avant notre ère (court) et de celui de Sūmú-El, c. 1830 à 1801 avant notre ère (court), les rois de Larsa . Ce dernier roi nomme des victoires record sur Akusum, Kazallu, Uruk (qui avait fait sécession d'Isin), Lugal-Sîn, Ka-ida, Sabum, Kiš et le village de Nanna-isa, se déplaçant sans relâche vers le nord et une activité fébrile creusant des canaux ou les remplir, éventuellement pour contrer les mesures prises par Bur-Suen pour le contenir. Seuls neuf des noms d'année de Bur-Suen sont connus et la séquence est incertaine. Il a pris le contrôle de Kisurra pendant un certain temps alors que les noms de deux ans se trouvent sur les tablettes de cette ville, peut-être après le départ de Sumu-abum, le roi de Babylone qui «retourna dans sa ville». L'occupation fut cependant brève, puisque Sumu-El devait la conquérir au cours de sa quatrième année. D'autres noms d'année mentionnent la construction de fortifications, de murs sur la rive de l'Eurphrate et d'un canal par Bur-Suen. Un nom d'année de Sumu-El enregistre «Année après l'année où Sumu-El a ouvert le palais (?) De Nippour», dont la place dans la séquence de ce roi est inconnue.
Une statuette en agate rouge-brun était dédiée à la déesse Inanna  et une assiette en agate  était dédiée par la prêtresse lukur et sa «compagne de voyage», c'est-à-dire la concubine Nanāia Ibsa. Un certain individu du nom d'Enlil-ennam a dédié une figurine de chien à la déesse Ninisina pour la vie du roi. Il y a environ cinq sceaux et empreintes de sceaux de ses serviteurs et scribes  trois ont été fouillés à Ur suggérant une réoccupation tardive éphémère de cette ville à la fin de son règne et au début de son successeur comme par Les années 19 à 22 d'Ur ours Sumu-El qui correspondent à cette période.

### Règne de Lipit-Enlil
Lipit-Enlil, écrit d li-pí-it d en.líl, où le SKL  et la liste des rois Ur-Isin  correspondent à son nom et à son règne, était le 8e roi de la 1re dynastie de Isin et a régné pendant cinq ans, ca. 1810 BCE - 1806 BCE (chronologie courte) ou 1873–1869 BCE (chronologie moyenne). Il était le fils de Būr-Sîn.
Il n'y a pas d'inscriptions connues pour ce roi. Son bref règne a mis fin à une période de stabilité relative et il a été remplacé par Erra-Imittī dont la filiation est inconnue, car le SKL omet cette information à partir de ce moment. Lui et son successeur étaient tous deux remarquables en l'absence d'hymnes royaux ou de prières de consécration et Hallo suppose que cela pourrait être dû aux distractions offertes par le début du conflit avec Larsa.
Les archives du temple de Ninurta, le é- šu -me -ša 4, à Nippur, se sont étendues sur plus de soixante-quinze ans, de l'année 1 de Lipit-Enlil d'Isin (1810) à l'année 28 de Rim-Sin I (1730) et ont été conservés par inadvertance lorsqu'ils ont été utilisés comme remplissage pour le temple d' Inanna à l'époque parthe. Les 420 fragments montrent une économie de temple florissante absorbant une grande partie de la richesse disponible. Les noms d'année suivant son année d'accession commémorent tous de manière assez monotone des dons généreux au temple d' Enlil .

### Règne d'Erra-imitti
Erra-imitti ( fl. C. 1794-1786 avant notre ère) était roi d' Isin, moderne Ishan al-Bahriyat, et selon le SKL a régné pendant huit ans. Il succède à Lipit-Enlil, avec qui sa relation est incertaine et était un contemporain et rival de Sūmû-El et Nūr-Adad de la dynastie parallèle de Larsa . Il est surtout connu pour le récit légendaire de sa disparition, «l'incident gastronomique» de Shaffer.
Il semble avoir récupéré le contrôle de Nippur de Larsa au début de son règne, mais peut-être l'a perdu à nouveau, car sa récupération est à nouveau célébrée par son successeur. Les noms des années royales postérieures offrent une lueur d'événements, par exemple «l'année suivant l'année où Erra-imitti a saisi Kisurra »  (le site moderne d'Abū-Ḥaṭab) pour la date d'un reçu pour un cadeau de mariée et «L'année Erra-imitti a détruit la muraille de Kazallu»,, une ville alliée à Larsa et antagoniste à Isin et à son alliée, Babylone . Sa conquête de Kisurra aurait été une escalade significative des hostilités contre le rival d'Isin, Larsa. Un sceau cylindrique en hématite  de son serviteur et scribe Iliška-uṭul, fils de Sîn-ennam, est apparu de cette ville, suggérant une occupation prolongée. Le dernier nom d'année attesté donne l'année où il a construit l'enceinte de la ville de gan-x-Erra-Imittī, peut-être une nouvelle ville éponyme.
Lorsque les présages prédisaient la mort imminente d'un monarque, il était d'usage de nommer un substitut en tant que «statue bien qu'animée», un bouc émissaire qui se tenait à la place du roi mais n'exerçait pas le pouvoir pendant cent jours pour détourner le désastre, au terme duquel le mandataire et son épouse seraient rituellement massacrés et le roi reprendrait son trône.

### Règne d'Enlil-bani

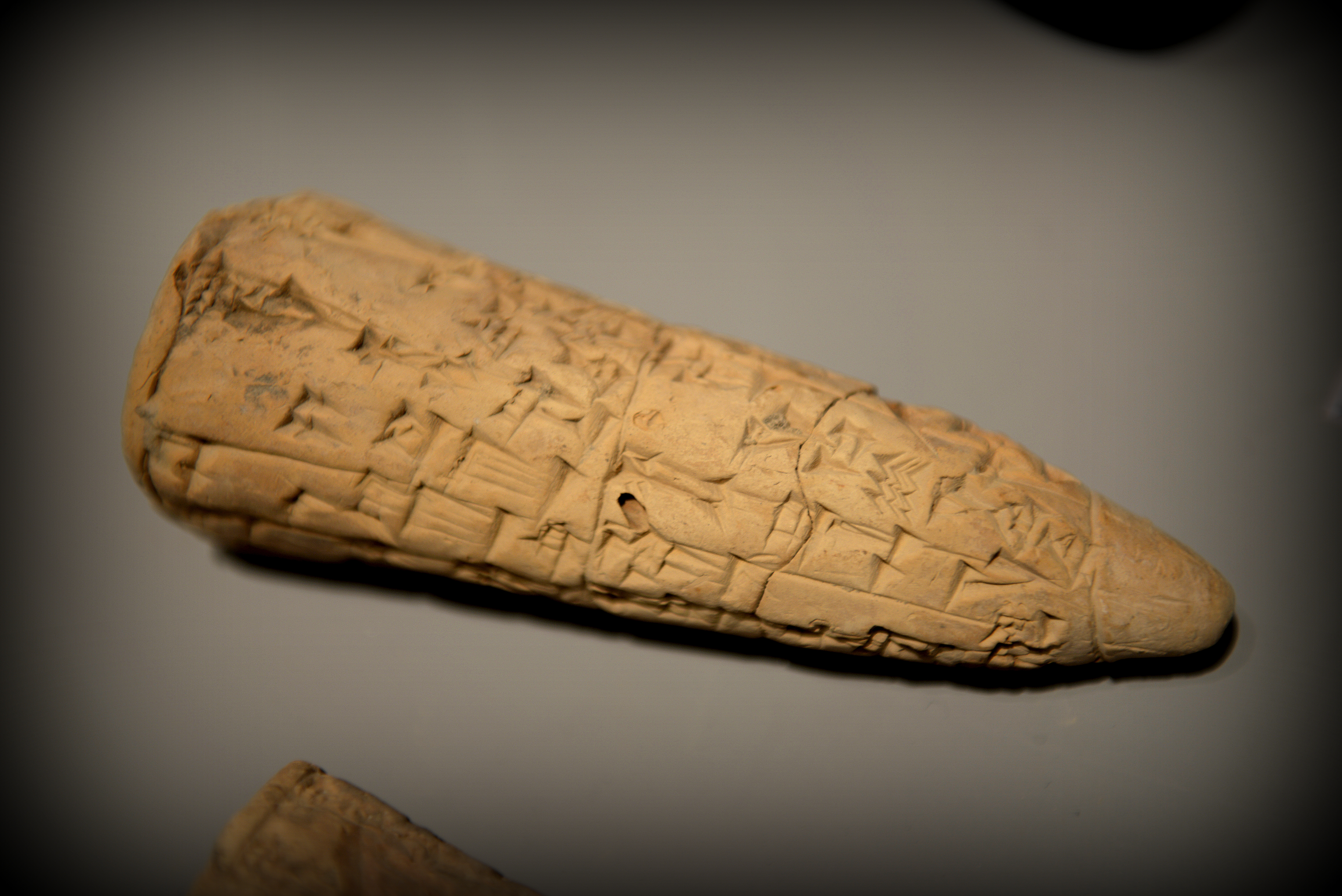
Clou d'argile d' Enlil-Bani

Enlil-bani ( fl. C. 1786 - 1762 avant notre ère par la courte chronologie) était le 10e roi de la dynastie d' Isin et régna 24 ans selon la liste royale d'Ur-Isin. Il est surtout connu pour la manière légendaire et peut-être apocryphe de son ascendant.
Un certain Ikūn-pî-Ištar  est enregistré comme ayant régné pendant 6 mois ou un an, entre les règnes d'Erra-imittī et d'Enlil-bani selon deux variantes d'exemplaires d'une chronique. Une autre chronique  qui aurait pu éclairer davantage ses origines est trop brisée pour être traduite.
L'hégémonie sur Nippur était fugace, le contrôle de la ville faisant des allers-retours entre Isin et Larsa à plusieurs reprises. Uruk, lui aussi, fit sécession pendant son règne et, alors que son pouvoir s'effondrait, il aurait pu faire rédiger la Chronique des premiers rois  pour fournir un récit plus légendaire de son accession que l'acte d'usurpation plutôt banal qu'il pourrait bien avoir été. Il raconte qu'Erra-Imittī a choisi son jardinier, Enlil-bâni, l'a intronisé et a placé la tiare royale sur sa tête. Erra-Imittī mourut alors en mangeant du porridge chaud, et Enlil-bâni en vertu de son refus de quitter le trône, devint roi.
Le colophon d'un texte médical, «quand le cerveau d'un homme contient du feu», de la Bibliothèque d'Ashurbanipal se lit comme suit: «Pommades et cataplasmes éprouvés et testés, aptes à être utilisés, selon les anciens sages d'avant le déluge  de Šuruppak, qu'Enlil-muballiṭ, sage (apkallu) de Nippur, a laissé (à la postérité) dans la deuxième année d'Enlil-bāni,,.
Enlil-bani trouva nécessaire de «reconstruire le mur d'Isin qui était devenu délabré»  qu'il nota sur des cônes commémoratifs . Il a nommé le mur Enlil-bāni-išdam-kīn, «Enlil-bāni est ferme quant à la fondation.» Dans la pratique, les murs des grandes villes étaient probablement en réparation continue. Il fut un constructeur prodigieux, responsable de la construction de l'é-ur-gi 7 -ra, «la niche », temple de Ninisina, un palais, aussi le é-ní-dúb- bu, «maison de détente», pour la déesse Nintinugga, «dame qui ressuscite les morts», l'é-dim-gal-an-na, «maison - grand mât du ciel», pour la divinité tutélaire de Šuruppak, la déesse Sud, et enfin, l'é-ki-ág-gá-ni pour Ninibgal, la «dame à la miséricorde patiente qui aime les ex-voto, qui écoute les prières et les supplications, sa mère brillante»,. Deux grandes statues de cuivre ont été emmenées à Nippour pour la dédicace à Ningal, qu'Iddin-Dagān avait façonné 117 ans plus tôt mais n'avait pas été en mesure de livrer, «à cause de cela, la déesse Ninlil a demandé au dieu Enlil d' allonger la durée de vie d'Enlil-Bāni . » ,
Il y a peut-être deux hymnes adressés à ce monarque.

### Règne de Zambiya

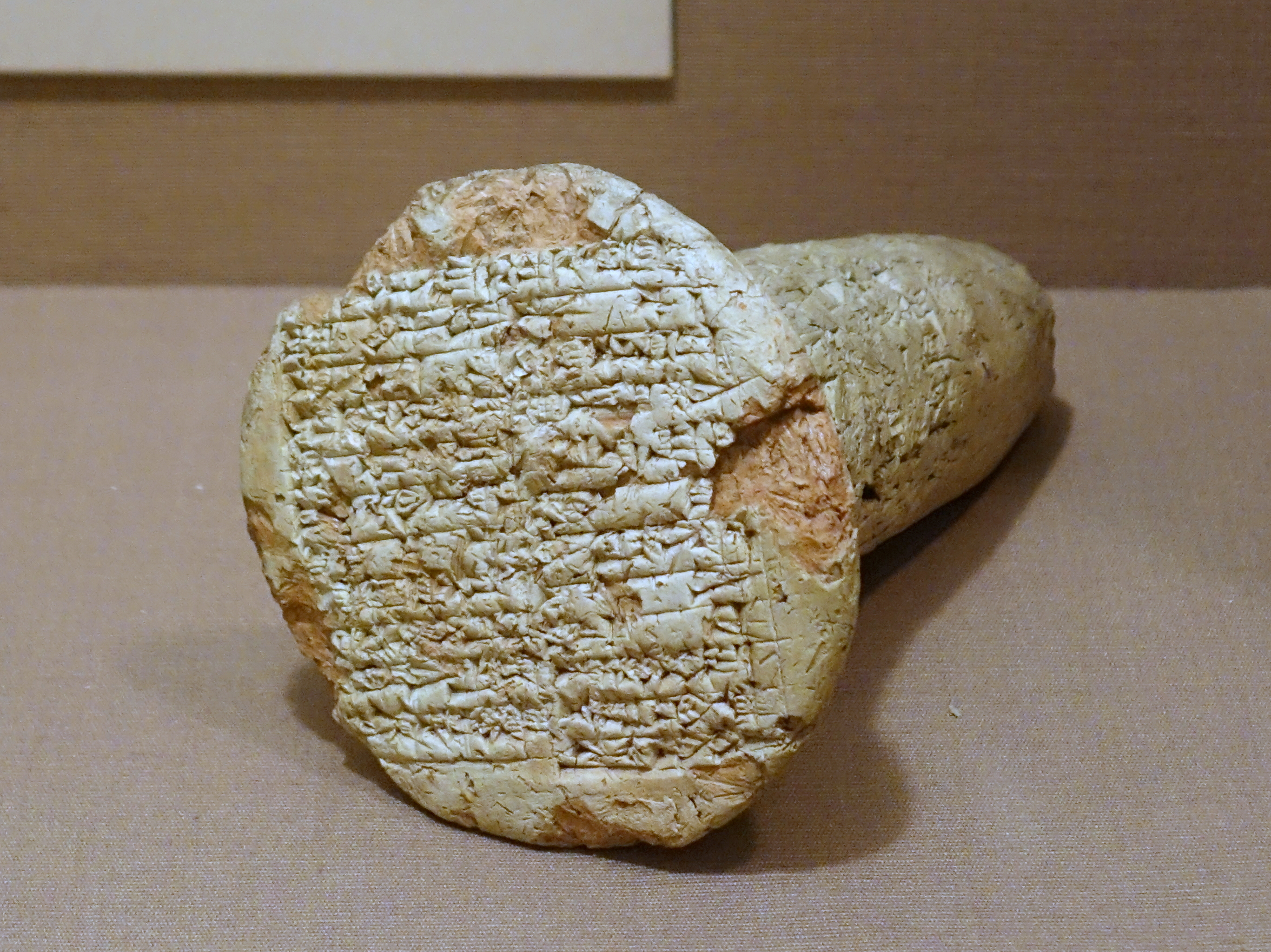
Cône inscrit du roi Zambie d'Isin, période Isin-Larsa, règne de Zambie, ch. 1836-1834 av.J.-C., argile cuite - Oriental Institute Museum, University of Chicago

Zambiya (fl. C. 1762-1759 avant notre ère par la brève chronologie) était le 11e roi de la dynastie d'Isin. Il est surtout connu pour sa défaite face à Sin-iqišam, roi de Larsa .
Selon le SKL, Zambiya a régné pendant 3 ans. Il était un contemporain de Sin-iqišam, roi de Larsa, dont le cinquième et dernier nom d'année célèbre sa victoire sur la Zambiya : «l'année de l'armée de (le pays de) Elam (et de Zambiya — le roi d'Isin —) était / ont été vaincus par les armes », suggérant une confédération entre Isin et Elam contre Larsa. La ville de Nippour a été âprement disputée entre les cités-états. Si la Zambiya a survécu à cette bataille, il est possible qu'il soit devenu contemporain des successeurs de Sin-iqišam, Ṣilli-Adad et Warad-Sin.

### Règne d'Iter-pisha
Iter-Pisha (fl. C. 1759-1755 avant notre ère par la chronologie courte) était le 12e roi de la dynastie d'Isin. Le SKL  nous dit que «le divin Iter-pisha a régné pendant 4 ans». La Liste des rois d'Ur-Isin  qui a été écrite la 4e année du règne de Damiq-ilišu donne un règne de seulement 3 ans. Ses relations avec son prédécesseur et son successeur sont incertaines et son règne tombe pendant une période de déclin général de la fortune de la dynastie.
Il était un contemporain de Warad-Sin (vers 1770 avant notre ère à 1758 avant notre ère), le roi de Larsa, dont le frère et successeur, Rim-Sin I finirait par renverser la dynastie, mettant fin à l'amère rivalité des villes environ 40 ans plus tard. Il n'est connu que par les listes de rois et les formules de date d'année-nom dans plusieurs textes juridiques et administratifs contemporains. Deux de ses noms d'année font référence à sa fourniture d'un Lilis en cuivre pour Utu et Inanna respectivement, où Lilissu est un kettledrum utilisé dans les rituels du temple.
Il est peut-être mieux connu pour l'œuvre littéraire généralement connue sous le nom de lettre de Nabi-Enlil à Iter-pisha, anciennement désignée lettre d'Iter-pisha à une divinité, lorsque son contenu était moins bien compris. Il existe dans sept manuscrits fragmentaires  et semble être une pétition adressée au roi par un sujet qui traverse des moments difficiles. C'est une composition de 24 lignes qui était devenue une belle lettre utilisée dans l'éducation des scribes au cours de la période ancienne babylonienne.

### Règne d'Ur-du-kuga
Ur-du-kuga ( fl. C. 1755-1751 avant notre ère par la courte chronologie) était le 13e roi de la dynastie d'Isin et régna pendant 4 ans selon le SKL, 3 ans selon l'Ur-Isin kinglist, . Il était le troisième d'une séquence de courts monarques régnants dont la filiation était inconnue et dont le pouvoir s'étendait sur une petite région englobant à peine plus que la ville d'Isin et son voisin Nippour . Il était probablement un contemporain de Warad-Sîn de Larsa et d' Apil-Sîn de Babylone .
Il attribua à Dāgan, un dieu de la région de l'Euphrate moyen qui avait peut-être été introduit par le fondateur de la dynastie, Išbi-Erra, sa création, en cônes  commémorant la construction du temple de la divinité, l'Etuškigara, ou la maison " résidence bien fondée », un événement également célébré en un an. L'inscription le décrit comme «le berger qui apporte tout pour Nippur, le fermier suprême des dieux An et Enlil, pourvoyeur de l'Ekur…» Cela accumule de nombreuses déclarations de son souci pour les sanctuaires de Nippur, l'Ekur pour Enlil, l'Ešumeša pour Ninurta et l'Egalmaḫ pour Gula, la divine épouse de Ninurta.
Un morceau de brique d'Isin, porte son titre mais l'événement qu'il a marqué n'a pas été conservé. Un arbre conique  commémore la construction d'un temple de Lulal de la ville cultuelle de Dul-edena, au nord-est de Nippur sur le canal Iturongique. Le creusement du canal Imgur-Ninisin a été célébré sous un autre nom d'année.

### Règne de Sîn-māgir

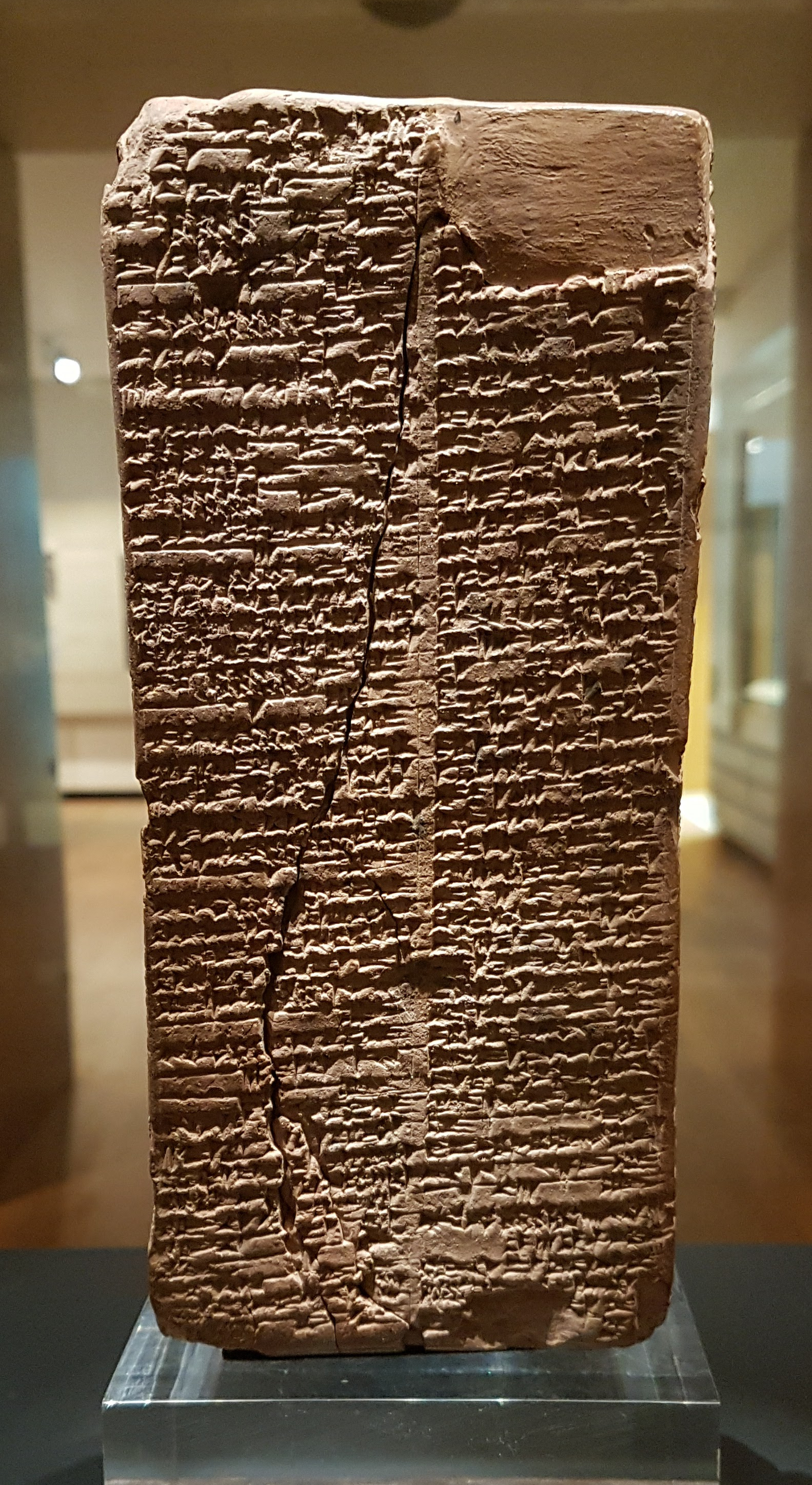
Le prisme de Weld-Blundell portant la liste des rois sumériens dans laquelle Sîn-māgir apparaît comme le dernier souverain, a probablement été réalisé pendant son règne ou peu de temps après.

Suen-magir ( fl. C. 1751-1740 avant notre ère par la courte chronologie) était le 14e roi de la dynastie d'Isin et il régna pendant 11 ans.
Son règne tombe au cours des six dernières années de Warad-Sin et des cinq premières de Rim-Sin I, les fils de Kudur-Mabuk et des rois successifs de Larsa, et entièrement sous le règne du monarque babylonien Apil-Sin . Il existe actuellement six inscriptions royales, y compris des inscriptions de palais en brique, sceaux pour ses serviteurs dévoués, tels que Iddin-damu, son «constructeur en chef», et Imgur-Sîn, son administrateur, et un cône  qui enregistre la construction d'un entrepôt pour la déesse Aktuppītum de Kiritab en son honneur commandé par Nupṭuptum, la prêtresse ou concubine lukur, «son escorte de voyage bien-aimée, mère de son premier-né».
Une inscription  marque la construction d'un mur défensif, appelé Dūr-Suen-magir, «Suen-magir fait la fondation de son entreprise foncière», à Dunnum, une ville au nord-est de Nippur . Le contrôle de Nippur lui-même peut cependant s'être déplacé vers Larsa, sous le règne de Warad-Sîn et de son père, Kudur-Mabuk, le pouvoir derrière le trône, comme le célèbre son nom de sixième année qu'il «avait (14 statues de cuivre apportées au et) 3 trônes ornés d'or amenés dans les temples de Nanna, Ningal et Utu . Larsa devait conserver Nippur jusqu'à la neuvième année de Rīm-Sîn quand il a été perdu contre Damiq-ilišu . L'un des cônes portant cette inscription a été trouvé dans les ruines du temple de Ninurta, le é-ḫur-sag-tí-la, à Babylone, et on pense qu'il s'agissait probablement d'une ancienne pièce de musée. La ville de Dunnum, dont la célébration de la fondation originale peut avoir été le but du mythe de la dynastie de Dunnum, été prise par Rim-Sin l'année avant qu'il a conquis Isin et il est donc conjecturé que le cône a été pris de Larsa comme butin par Ḫammu-rapī .
Deux tablettes légales proposées à la vente privée, enregistrant les ventes d'un entrepôt et d'une palmeraie, donnent un nom d'année ailleurs non attesté, «année Suen-magir le roi a creusé le canal Ninkarrak». Un autre nom d'année marque "(Suen-magir) construit sur la rive du canal Iturongique (l'ancien oued) une grande fortification (appelée) Suen-magir-madana-dagal-dagal (Suen-magir élargit son pays)." Une province du sud et une ville de l'est de la Babylonie près de Tuplias sont toutes deux appelées Bīt-Suen-magir et certains historiens ont émis l' hypothèse que l'un ou l'autre a été nommé en son honneur.

### Règne de Damiq-ilishu
Damiq-ilishu ( fl. C. 1740-1717 avant notre ère par la courte chronologie) était le 15e et dernier roi de la dynastie d'Isin. Il succède à son père Sîn-māgir et régna 23 ans. Certaines listes de roi variantes prévoient un règne plus court, mais on pense que celles-ci étaient en préparation pendant son règne,. Il fut d'abord vaincu par Sîn-muballiṭ de Babylone (vers 1748 - 1729 avant notre ère), puis plus tard par Rīm-Sîn I de Larsa, (vers 1758 - 1699 avant notre ère).
Son inscription standard le caractérise comme le «fermier qui entasse les produits (de la terre) dans des greniers». Quatre inscriptions royales sont existantes, y compris des cônes célébrant la construction du mur de Isin, le nommant comme « Damiq-Ilisu est le favori du dieu Ninurta » aussi souvenu en un an nom et « adapté au poste de en prêtre digne de la déesse Inanna . "  Construction d'un magasin e-me-sikil, «maison aux mes (rites?) Purs », pour le dieu Mardu, fils du dieu An . Un cône enregistre la construction d'un temple, le é-ki-tuš-bi-du 10, «Maison - sa résidence est bonne», peut-être pour la divinité Nergal d'Uṣarpara. Il y a aussi une inscription de palais et une copie d'une dédicace à Nergal d'Apiak sur une sculpture votive de lion.
Un aperçu des événements politiques peut être glané à partir d'un examen des noms d'année des royaumes rivaux. L'année 14 de Rīm-Sîn (vers 1744 avant notre ère) enregistre «l'année où les armées d' Uruk, d'Isin, de Babylone, de Sutum, de Rapiqum et d'Irdanene, le roi d'Uruk, furent frappées d'armes». Cette victoire sur une grande coalition semble s'être réveillée dans les ambitions impériales de Rīm-Sîn. L'année 13 de Damiq-ilišu (vers 1739 avant notre ère) enregistre «l'année au cours de laquelle (Damiq-ilišu) a construit la grande muraille de la ville d'Isin (appelée)« Damiq-ilišu-hegal »(Damiq-ilišu est l'abondance)». La ville sainte de Nippour semble avoir été arrachée au contrôle de Larsa vers 1749 avant notre ère par Damiq-ilishu qui la détint jusqu'à ce que Rīm-Sîn la récupère vers 1737 avant notre ère, l'année où il "détruisit Uruk", sur la base de la datation des documents trouvés Là. L'année 13 de Sin-muballit (vers 1735 avant notre ère) est appelée «Année où les troupes et l'armée de Larsa ont été frappées par les armes». L'année 25 de Rīm-Sîn (vers 1733 avant notre ère) est nommée «Année du juste berger Rim-Sin avec l'aide puissante d'An, Enlil et Enki s'empara de la ville de Damiq-ilišu, amena ses habitants qui avaient aidé Isin comme prisonniers à Larsa, et a établi son triomphe plus grand qu'avant. Ce revers semble avoir paralysé l'état chancelant d'Isin permettant à Sîn-muballiṭ de Babylone de piller la ville en 1732 avant notre ère, au cours de son année 16,.

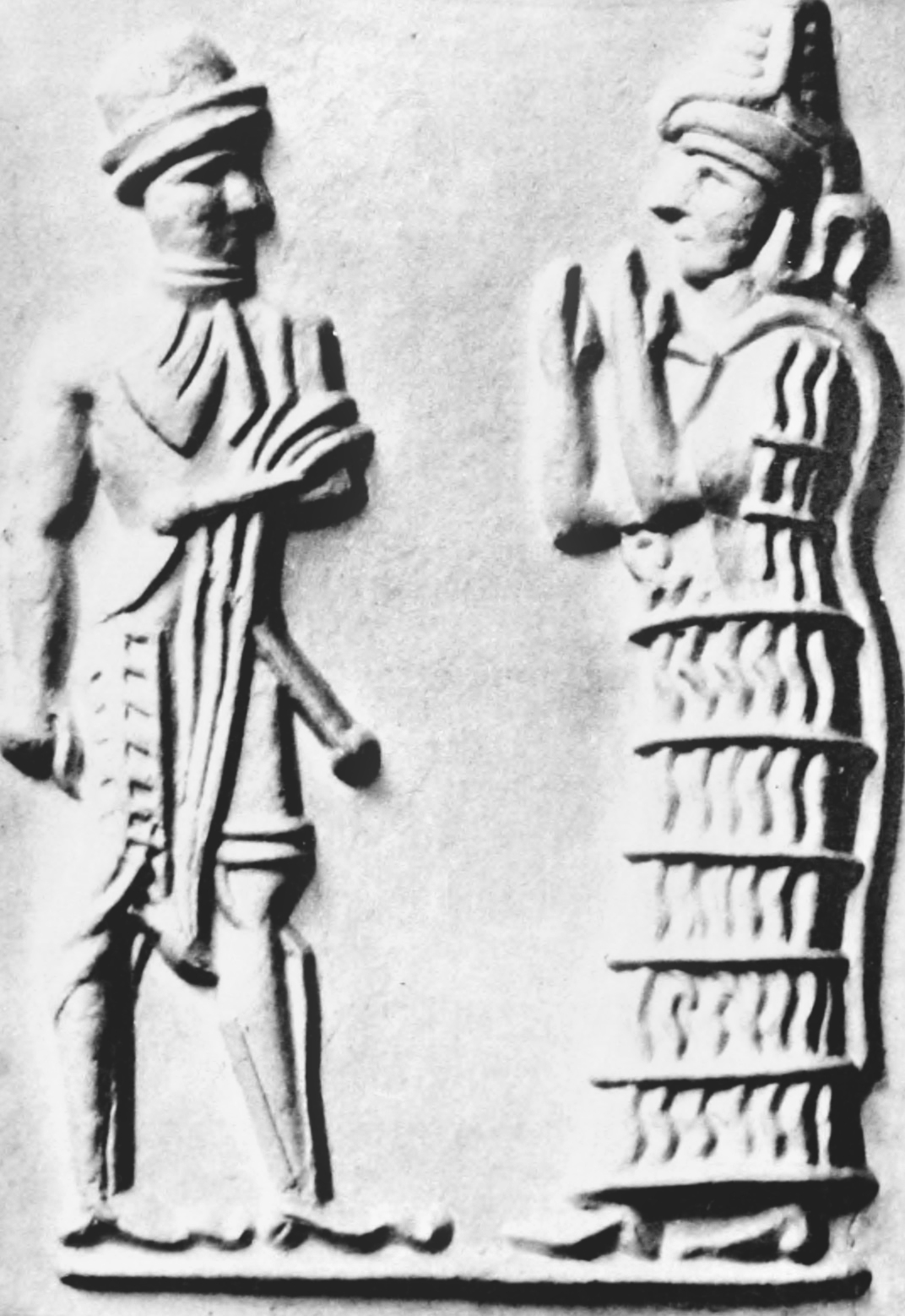
Sceau de Dakiya, fils de Damiq-ilishu, en tant que haut fonctionnaire de Samsu-iluna, après la perte du royaume de son père.

L'année 29 de Rīm-Sîn (1729) rappelle "l'année au cours de laquelle Rīm-Sîn le juste berger avec l'aide de la puissante force d'An, Enlil et Enki s'empara en un jour de Dunnum la plus grande ville d'Isin et soumit à ses ordres tous les enrôlé des soldats mais il n'a pas fait sortir la population de sa demeure ". Son année 30 (vers 1728 avant notre ère) se lit comme suit: «L'année Rīm-Sîn le vrai berger avec l'arme puissante d'An, Enlil et Enki s'empara d'Isin, la capitale royale et les divers villages, mais épargna la vie de ses habitants, et fit grande pour toujours la renommée de sa royauté. L'événement a été considéré comme si important que depuis lors, chaque année-nom de Rīm-Sîn a été nommé d'après lui: la première année après le sac d'Isin jusqu'à «l'année 31 après avoir pris Isin».
La Chronique de Weidner, également appelée la Chronique d'Esagila, est une lettre historiographique ou suppositieuse apocryphe composée au nom de Damiq-ilišu qui s'adresse à Apil-Sîn de Babylone (vers 1767 - 1749 avant notre ère) discutant des mérites des offrandes faites à Marduk sur leurs donateurs. Il y a aussi une belle lettre de Damiq-ilishu au dieu Nuska. Il semble être devenu une sorte de héros populaire, car les rois plus tard lui reviennent et se décrivent comme son successeur. La dynastie Sealand semble s'être considérée comme l'héritière de la balise néo-sumérienne et le 3e roi, Damqi-ilišu, prit même son nom. Le fondateur de la 2e dynastie Sealand, Simbar-Šipak (vers 1025-1008 avant notre ère), a été décrit comme «soldat de la dynastie de Damiq-ilišu» dans une chronique historique.

## Chronologie des dirigeants
| Règle              |                                                                        | Épithète                                                                                     | Durée du règne | Dates approximatives (courtes)     |
| ------------------ | ---------------------------------------------------------------------- | -------------------------------------------------------------------------------------------- | -------------- | ---------------------------------- |
| Ishbi-Erra         | Ishbi-Erra et ses successeurs figurent sur la liste des rois sumériens |                                                                                              | 33 ans         | fl. c. 1953-1920 avant notre ère   |
| Shu-Ilishu         |                                                                        | "le fils d'Ishbi-Erra"                                                                       | 20 ans         | fl. c. 1920 à 1900 avant notre ère |
| Iddin-Dagan        | Hymne à Iddin-Dagan. Louvre AO8864.                                    | "le fils de Shu-ilishu"                                                                      | 21 ans         | fl. c. 1900 à 1879 avant notre ère |
| Ishme-Dagan        | Brique estampée avec le nom d'Ishme-Dagan                              | "le fils d'Iddin-Dagan"                                                                      | 20 ans         | fl. c. 1879-1859 avant notre ère   |
| Lipit-Eshtar       | Le code de Lipit-Ishtar.                                               | "le fils d'Ishme-Dagan (ou Iddin-Dagan)"                                                     | 11 ans         | fl. c. 1859 à 1848 avant notre ère |
| Ur-Ninurta         |                                                                        | "le fils d' Ishkur, puisse-t-il avoir des années d'abondance, un bon règne et une vie douce" | 28 ans         | fl. c. 1848 à 1820 avant notre ère |
| Bur-Suen           | Joint de cylindre de Bur-Sin.                                          | "le fils d'Ur-Ninurta"                                                                       | 21 ans         | fl. c. 1820 à 1799 avant notre ère |
| Lipit-Enlil        |                                                                        | "le fils de Bur-Suen"                                                                        | 5 années       | fl. c. 1799 à 1794 avant notre ère |
| Erra-imitti        |                                                                        |                                                                                              | 8 années       | fl. c. 1794 à 1786 avant notre ère |
| Enlil-bani         | Fondation Cone d'Enlil-Bani.                                           |                                                                                              | 24 ans         | fl. c. 1786 à 1762 avant notre ère |
| Zambie             | Cône inscrit du roi Zambie                                             |                                                                                              | 3 années       | fl. c. 1762-1759 avant notre ère   |
| Iter-pisha         |                                                                        |                                                                                              | 4 années       | fl. c. 1759 à 1755 avant notre ère |
| Ur-du-kuga         |                                                                        |                                                                                              | 4 années       | fl. c. 1755-1751 avant notre ère   |
| Suen-magir         | [en→fr]Suen-magir appears as the last ruler on the Sumerian King List  |                                                                                              | 11 ans         | fl. c. 1751 à 1740 avant notre ère |
| ( Damiq-ilishu ) * | [en→fr]Seal of Dakiya, son of Damiq-ilishu                             | ("le fils de Suen-magir") *                                                                  | (23 années)*   | fl. c. 1740 à 1717 avant notre ère |

Ces épithètes ou noms ne sont pas inclus dans toutes les versions du SKL .